# Crépieux-la-Pape
Pour les articles homonymes, voir Crépieux et Pape.
Crépieux-la-Pape est une ancienne commune de l'Ain puis du Rhône et enfin de la Métropole de Lyon, aujourd'hui quartier de la ville de Rillieux-la-Pape.

## Géographie

### Localisation
Le quartier est schématiquement délimité par le canal de Miribel au sud, le quartier de Sermenaz au nord, le bourg de Neyron (Ain) à l'est et le quartier caluirard de Vassieux à l'ouest.

### Transports

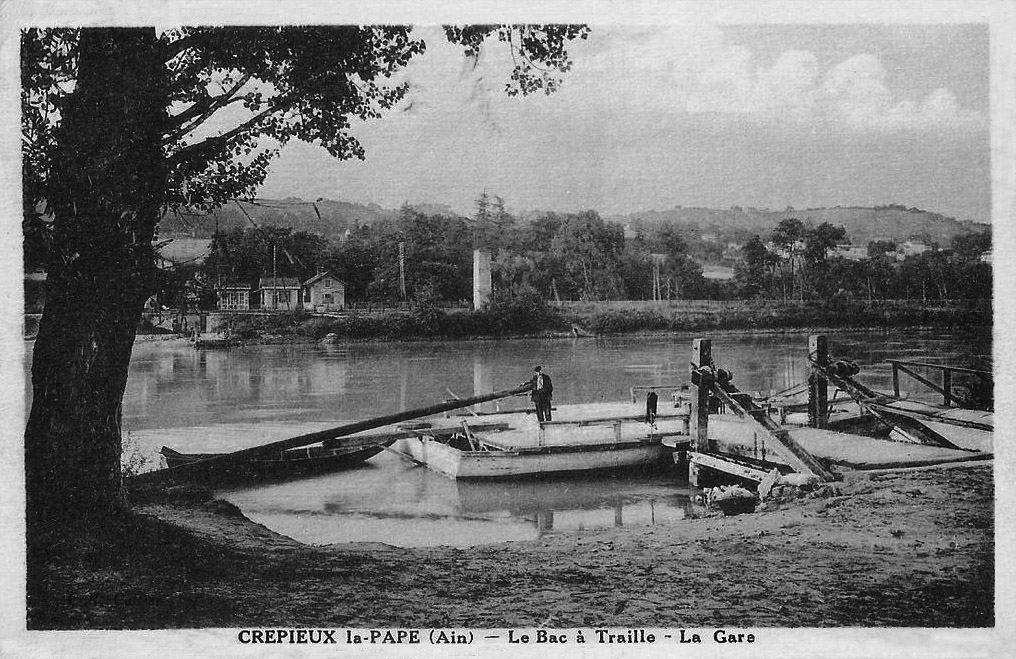
Vue de la gare de Crépieux-la-Pape et du bac à traille, au début du XXe siècle.

Le quartier est desservi par la gare de Crépieux-la-Pape sur la ligne Lyon-Perrache - Genève (frontière).

## Histoire

### Jusqu'en 1927: des villages dépendant de Rillieu
Apparaissant dans des écrits anciens, les hameaux de Crépieu et de La Pape dépendent de la paroisse de Rillieu dès les origines. À la mise en place des communes, ils font néanmoins l'objet de prétentions de la part de la municipalité de Caluire quant à sa délimitation avec sa voisine. Discussions et tractations s'engagent donc ; elles dureront de 1790 à 1795 et aboutiront au partage des hameaux entre les communes de Rillieux, alors rattachée au département de l'Ain, et de Caluire, dans le département du Rhône.
Les habitants rattachés à la commune de Rillieux obtiennent la constitution d'une section électorale propre en 1883 afin d'assurer leur représentation au sein du Conseil municipal par des conseillers en nombre proportionnel à la population des deux hameaux au sein de la commune.

### 1927 - 1972: la commune de Crépieux-la-Pape
La nouvelle commune de Crépieux-la-Pape, distraite de celle de Rillieux, est constituée par la loi du 12 avril 1927, sous l'impulsion de François Canellas, qui sera son premier maire et le restera jusqu'à son décès en 1941. Comme celle de Rillieux, la nouvelle commune est rattachée au département de l'Ain et au canton de Montluel.
La zone à urbaniser en priorité (ZUP) de Rillieux-Crépieux est instaurée par un décret de 1958 sur un site de 120 hectares à cheval sur les communes de Rillieux et de Crépieux-la-Pape. Les travaux débutent en 1960.
Par la loi n°67-1205 du 29 décembre 1967, six communes du département de l'Ain, dont Rillieux et Crépieux-la-Pape, sont rattachées au département du Rhône afin de leur permettre d'intégrer la communauté urbaine de Lyon, qui selon la législation en vigueur à l'époque ne pouvait regrouper que des communes du même département.
La communauté urbaine de Lyon est mise en place au 1er janvier 1969.

### Depuis 1972: la commune de Rillieux-la-Pape
Unifiées par l'érection de la Ville Nouvelle, confrontées aux difficultés de gestion de cet afflux massif de population, les deux communes fusionnent par arrêté du 24 novembre 1972 avec effet au 15 décembre 1972 pour former la nouvelle commune de Rillieux-la-Pape.
En 2015, la communauté urbaine de Lyon est remplacée par une collectivité territoriale à statut particulier, la Métropole de Lyon.

## Démographie
| 1931  | 1936  | 1946  | 1954  | 1958  | 1962  | 1968  | 1971   | - |
| ----- | ----- | ----- | ----- | ----- | ----- | ----- | ------ | - |
| 1 583 | 1 840 | 1 858 | 2 670 | 2 972 | 3 157 | 8 701 | 13 479 | - |

## Culture locale et patrimoine

### Lieux et monuments
- chapelle de la Buissière (d)

- château de Crépieux, occupé par le lycée Lamarque.

- Gare de Crépieux-la-Pape, où se trouvait également un bac à traille pour traverser le Rhône.

- Église Saint-Jean-Marie-Vianney de Crépieux-la-Pape

### Personnalités liées au quartier

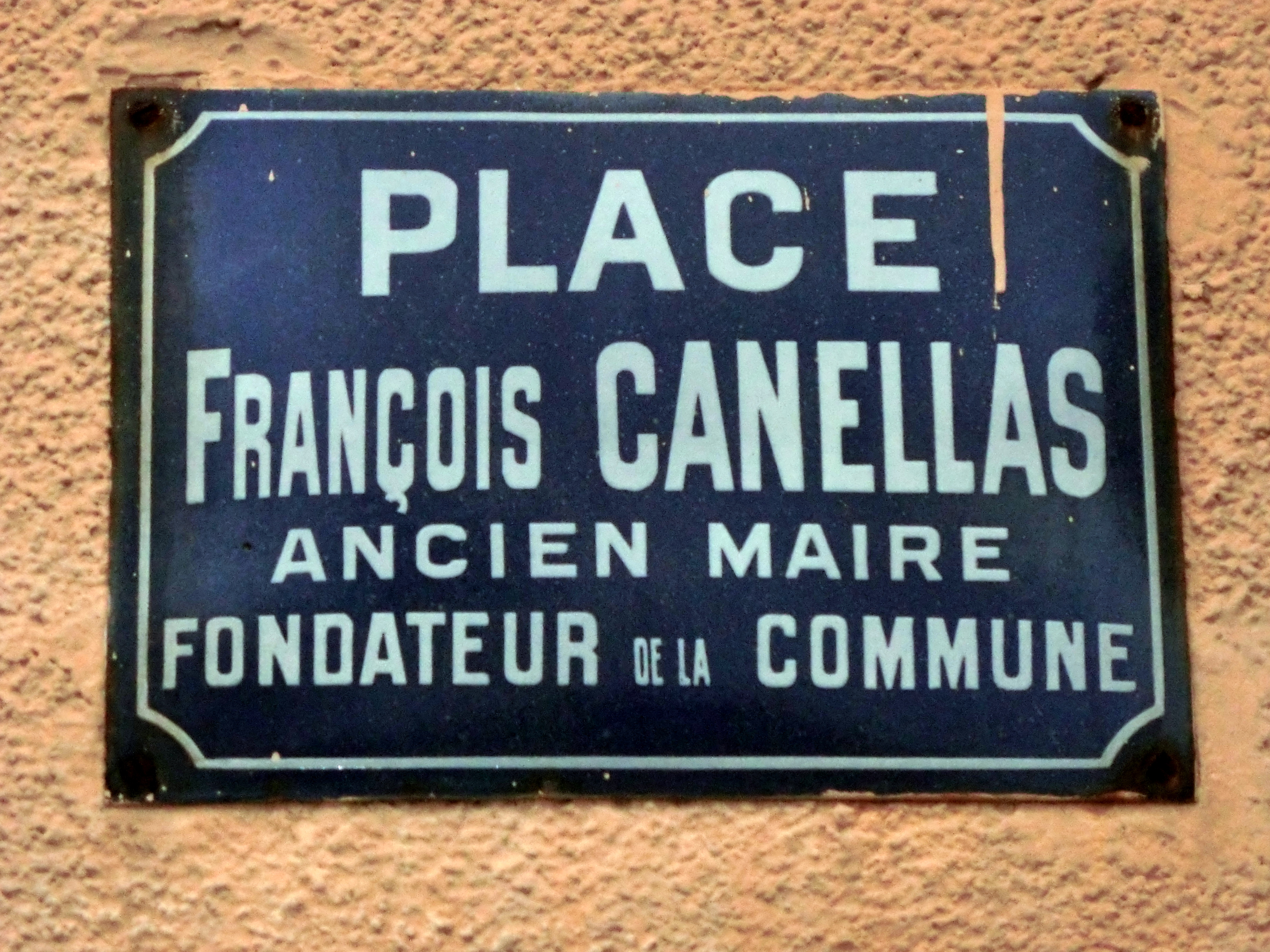
Place François-Canellas, à Crépieux-la-Pape.

- L'abbé Thomas (1874 - 1952), a officié à Crépieux-la-Pape à la fin des années 1920.
- Georges Lamarque (1914 - 1944), a été inspecteur général au château de Crépieux-la-Pape, d'où il a clandestinement commencé à organiser des actions de Résistance. Le lycée installé au château de Crépieux-la-Pape porte son nom.
- François Canellas, maire de Crépieux-la-Pape de 1927 à 1941, considéré comme le « fondateur » de la commune.